# Mea Culpa (film 2024)
Mea Culpa è un film thriller legale del 2024 diretto da Tyler Perry.

## Trama
A Chicago, Mea Harper, un'esperta avvocatessa difensore, affronta continui conflitti coniugali, esacerbati dall'infedeltà del marito Kal e dall'influenza autoritaria della madre Azalia. In mezzo a queste sfide, una riunione di famiglia porta la notizia che suo cognato, Ray Hawthorne, un ambizioso procuratore distrettuale assistente, è pronto a perseguire un caso di omicidio di alto profilo contro Zyair Malloy, un carismatico artista locale. Nonostante la discordia familiare, Mea si incuriosisce quando Zyair, proclamando la sua innocenza, si avvicina a lei per rappresentarlo, sostenendo che Ray ha un rancore personale nei suoi confronti.
Mentre Mea si addentra nel caso, si imbatte in un groviglio di prove che a prima vista sembrano convincenti, ma che a un esame più approfondito rivelano incongruenze. Zyair, disperato per riabilitare il suo nome, insiste di essere stato incastrato, alludendo a motivazioni nascoste dietro le accuse. A complicare le cose, le interazioni professionali di Mea con Zyair si confondono gradualmente in una connessione personale, sfidando la sua obiettività e l'etica professionale. La situazione è ulteriormente tesa da Kal e Azalia che si oppongono con veemenza al suo coinvolgimento nel caso, temendo che lo scandalo possa offuscare la reputazione della famiglia, soprattutto mentre Ray si prepara per una corsa a sindaco.
Nonostante queste pressioni, l'impegno di Mea nel scoprire la verità si rafforza. La sua indagine rivela che il caso dell'accusa si basa su prove discutibili, tra cui un video dubbio e relazioni forensi che Zyair contesta. Inizia a sospettare che il caso contro Zyair possa essere parte di un piano più ampio orchestrato da Ray e forse da altre figure politiche, che mirano a usare il caso di alto profilo per dare una spinta alla propria carriera.
Mentre Mea va avanti, la sua relazione con Kal si deteriora. Le lotte di Kal con la disoccupazione e l'abuso di sostanze vengono alla ribalta, rivelando le tensioni finanziarie ed emotive del loro matrimonio. Accusa Mea di trascurare la famiglia per la sua carriera, mentre Mea risponde a tono sulla sua incapacità di contribuire e supportare. La posta in gioco personale aumenta quando Mea scopre che Kal, insieme ad Azalia, ha nascosto informazioni cruciali sulla salute di Azalia per manipolarla.
In mezzo a questo tumulto, la ricerca di giustizia da parte di Mea per Zyair la porta in un territorio pericoloso. Si trova ad affrontare minacce non solo da parte di forze esterne allineate con l'accusa, ma anche all'interno della sua stessa famiglia, che è pronta a fare di tutto per proteggere i propri interessi. La sua determinazione viene messa alla prova quando nuove rivelazioni sulle relazioni passate di Zyair e le sue interazioni con la vittima vengono alla luce, dipingendo un quadro complesso dell'artista.
Determinata a portare a termine il caso, Mea organizza un incontro clandestino con un testimone chiave che può far saltare in aria il caso. Questo incontro, tuttavia, si conclude con rivelazioni scioccanti che costringono Mea a riconsiderare di chi può fidarsi. I tradimenti raggiungono il culmine in un drammatico confronto che espone la profonda corruzione e le vendette personali che guidano il caso.

## Produzione
Il 23 febbraio 2023 è stato reso noto che Kelly Rowland avrebbe prodotto e interpretato il film Mea Culpa, scritto e diretto da Tyler Perry, recitando al fianco di Trevante Rhodes, Sean Sagar, Nick Sagar e RonReaco Lee. Le riprese principali sono iniziate il 6 marzo 2023 ad Atlanta, Georgia, presso gli Tyler Perry Studios, con alcuni giorni di riprese a Chicago; le riprese sono terminate il 26 marzo.

## Promozione
Il trailer ufficiale del film è stato pubblicato sugli account dei social network di Netflix il 24 gennaio 2024. Il film è stato presentato in anteprima al Paris Theater di New York il 15 febbraio 2024.

## Accoglienza
Lisa Kennedy del The New York Times ha descritto il film come un «thriller volutamente vaporoso e decisamente sciocco». La scrittrice ha osservato che la Rowland «si impegna nell'ingrato compito di interpretare una donna intelligente diventata stupida», mentre Rhodes «non può fare molto con Zyair, il cui effetto è più piatto che seducente».
Murtada Elfadl di Variety ha scritto che «molti lo giudicheranno un film di merda, eppure c'è qualcosa di ammirevole in un regista che sa esattamente cosa vuole il suo pubblico». Anche se «Rowland e Rhodes non hanno chimica» e le scene mostrano «qualcosa che assomiglia alla vita reale», Edfadl ha affermato che il film «dovrebbe funzionare per chiunque abbia familiarità con l'opera di Perry».